# Toxoderidae
Famille
Les Toxoderidae sont une famille d'insectes de l'ordre des Mantodea.

## Répartition
Les espèces de cette famille se rencontrent dans les zones paléarctiques, afrotropicales et orientales ainsi qu'en Australie.

## Description
Les toxoderides se distinguent de tous les autres mantodéens par la combinaison des caractères suivants. : 
- le corps est allongé, moyen à grand et brunâtre ;
- le vertex présente parfois un processus court ;
- les yeux sont arrondis à coniques et le plus souvent avec un tubercule latéral ou une épine ;
- les renflements juxta-oculaires sont indistincts à saillants ;
- la dilatation supracoxale est bien marquée ;
- la métazone, caréné et plus ou moins triangulaire en section transversale, est au moins deux fois et demi plus longue que la prozone ;
- les ailes postérieures arborent un motif de coloration concentrique ;
- les lobes apicaux du fémur antérieur présentent une épine ;
- les fémurs antérieurs portent de trois à quatre épines discoïdales et de quatre à huit épines postéroventrales et le tibia est très allongé avec une rainure de griffe placée près de la base du fémur si plus de quatres épines postéroventrales sont présentes ;
- Les pattes marcheuses sont avec ou sans lobes et les lobes géniculaires et les épines peuvent être allongés ;
- les mâles sont mésoptères et les femelles microptères à mésoptères ;
- l'oreille cyclopéenne est présente ;
- la plaque supra-anale est triangulaire ;
- les cerques sont aplatis et plus courts que la moitié de la longueur de l'abdomen ;
- les phallomères sont bien sclérifiés ;
- le phallomère ventral droit présente deux champs de pilosité et une crête ventrale allongée ;
- les processus du complexe gauche sont séparés ;
- le phallomère ventral est sans lobe basal du côté droit ;
- le processus distal primaire est déplacé sur le côté gauche du phallomère ventral ;
- le processus distal latéral secondaire est présent et le processus distal médian secondaire se réduit à un lobe arrondi à la base du processus distal latéral secondaire ;
- l'apophyse phalloïde est bifurquée, le lobe antérieur est largement séparé du lobe postérieur rarement membraneux et présente une forme de tête d'oiseau tuberculée et le lobe postérieur a la forme d'une grosse épine ;
- le lobe membraneux est pileux ;
- la lamelle dorsale du phallomère gauche est dépourvue de lobe arrondi.

## Systématique
La dénomination de cette famille est attribuée à l'entomologiste suisse Henri de Saussure et elle a pour genre type Toxodera Audinet-Serville, 1837.

### Publication  originale
- H. de Saussure, « Essai d'un système des Mantides », Mittheilungen der Schweizerischen entomologischen Gesellschaft, 1869, vol. 3, n. 2, p. 49-73 (lire en ligne).

### Liste des sous-familles et des genres
Cette famille est divisée en quatre sous-familles :
- Sous-famille des Heterochaetinae Brunner de Wattenwyl, 1893
- Heterochaeta Westwood, 1843

- Sous-famille des Compsothespinae Giglio-Tos, 1913
- Compsothespis Saussure, 1872

- Sous-famille des Oxyothespinae Giglio-Tos, 1916
- Tribu Oxyothespini Giglio-Tos, 1916

- Oxyothespis Saussure, 1870
- Paraseverinia Lombardo, 1991
- Somalithespis Lombardo, 1991
- Sinaiella Uvarov, 1924
- Severinia Finot, 1902
- Acithespis Giglio-Tos, 1916
- Lobothespis La Greca & Lombardo, 1987

- Tribu Heterochaetulini Schwarz & Roy, 2019

- Heterochaetula Wood-Mason, 1889

- Sous-famille des Toxoderinae Saussure, 1869
- Tribu Calamothespini Giglio-Tos, 1914
  - Sous-tribu des Toxomantina Schwarz & Roy, 2019
    - Toxomantis Giglio-Tos, 1914

  - Sous-tribu des Calamothespina Giglio-Tos, 1914
    - Calamothespis Werner, 1907
    - Belomantis Giglio-Tos, 1914
- Tribu Aethalochroini Giglio-Tos, 1914

- Pareuthyphlebs Werner, 1928
- Aethalochroa Wood-Mason, 1877
- Oestomantis Giglio-Tos, 1914

- Tribu Toxoderopsini Ehrmann & Roy, 2002

- Toxodanuria Uvarov, 1940
- Euthyphleps Wood-Mason, 1889
- Toxoderella Giglio-Tos, 1914
- Toxoderopsis Wood-Mason, 1889

- Tribu Toxoderini Saussure, 1869

- Stenotoxodera Roy, 2009
- Paratoxodera Wood-Mason, 1889
- Metatoxodera  Roy, 2009
- Toxodera Audinet-Serville, 1837
- Protoxodera Werner, 1930